# Vincenta Da Ponte
Vincenta da Ponte (segunda mitad del siglo XVIII) fue una compositora, cantante e instrumentista italiana.  Fue miembro del coro, o escuela de música, del Ospedale della Pietà de Venecia durante la dirección musical de Bonaventura Furlanetto. Se desconocen sus orígenes, pero su apellido indica que pertenecía a una familia patricia y no era, por tanto, una huérfana, como la mayoría de las estudiantes del Ospedale. Esto hace pensar que habría sido una estudiante que pagaba la matrícula o que había recibido una beca.
Como compositora, Da Ponte es conocida por un conjunto inédito de cuatro danzas incluidas en una colección de danzas populares llamadas monferrine y compuestas alrededor de 1775.  El manuscrito se conserva en el Conservatorio di Musica Benedetto Marcello en Venecia.
Da Ponte es una de las compositoras que surgieron del coro del Ospedale. Entre ellas está Anna Maria della Pietà, Anna Bon, Agata, Michielina y Santa della Pietà.